# Pakulicha
La Pakulicha (in russo Пакулиха?) è un fiume della Russia siberiana occidentale, affluente di sinistra dell'Enisej. Scorre nel Turuchanskij rajon del Territorio di Krasnojarsk.
Il fiume proviene dal lago Nalim'e e scorre lungo il bordo orientale del bassopiano della Siberia occidentale in direzione nord-orientale. Sfocia nell'Enisej a 1 154 km dalla foce. Ha una lunghezza di 208 km e il suo bacino è di 4 740 km². I suoi maggiori affluenti sono: Malaja Pakulicha (lungo 100 km) proveniente dalla sinistra idrografica e Zujkovaja (69 km) dalla destra.